# Ho Si Minh
Ho Si Minh  kiejtése (IPA: [hò̤ tɕǐmɪ̄ɲ], vietnámiul Hồ Chí Minh, kínai írásjegyekkel 胡志明, jelentése „a felvilágosult”, eredeti nevén Nguyễn Sinh Cung; 1890. május 19. – 1969. szeptember 2.) a vietnámi nemzeti mozgalom vezetője, 1954-től 1969-ig Észak-Vietnam, vagyis a Vietnámi Demokratikus Köztársaság elnöke és miniszterelnöke volt.

## Életútja
Nguyen Tat Thanh néven született egy szegény tanító fiaként. Ifjúkorát szegénységben élte le, konfuciánus nevelést kapott, és elvégzett egy a franciák által fenntartott gimnáziumot. Amint tudott, elmenekült hazájából. Három évig tengerész volt egy francia gőzösön, 1915-től két évig Londonban, majd Franciaországban élt. Dolgozott kertészként, pincérként, fotósként és kazánfűtőként. Párizsban került kapcsolatba a kommunistákkal, rövid időt Moszkvában töltött. 
1925-ben Kínában az ő vezetésével alakult meg a Vietnámi Forradalmi Ifjúsági Liga, majd 1930-ban a Vietnámi Kommunista Párt, amelynek nevét később Indokínai Kommunista Pártra változtatták. Vietnámban halálra ítélték, letartóztatták a britek és a kínaiak is, de megmenekült. 1941-től otthon harcolt a japánok ellen. 1945. szeptember 2-án Hanoiban hatalmas tömeg előtt jelentette be a független Vietnámi Demokratikus Köztársaság megalakulását. Ezt követően tört ki az indokínai háború. A háborút végül megnyerték, Vietnám függetlenné vált.

## Magyarországi vonatkozások
Az egri Eszterházy Károly Katolikus Egyetem egy időben (1970-től 1989-ig) Ho Si Minh Tanárképző Főiskola néven működött.
Zalaegerszegen található egy Ho Si Minh-emlékmű a politikus szobrával. A Csepel Művek területén, a Lakatos utcán is található egy őt ábrázoló szobor.
Pápán található egy Ho Si Minh ösvény nevű út.

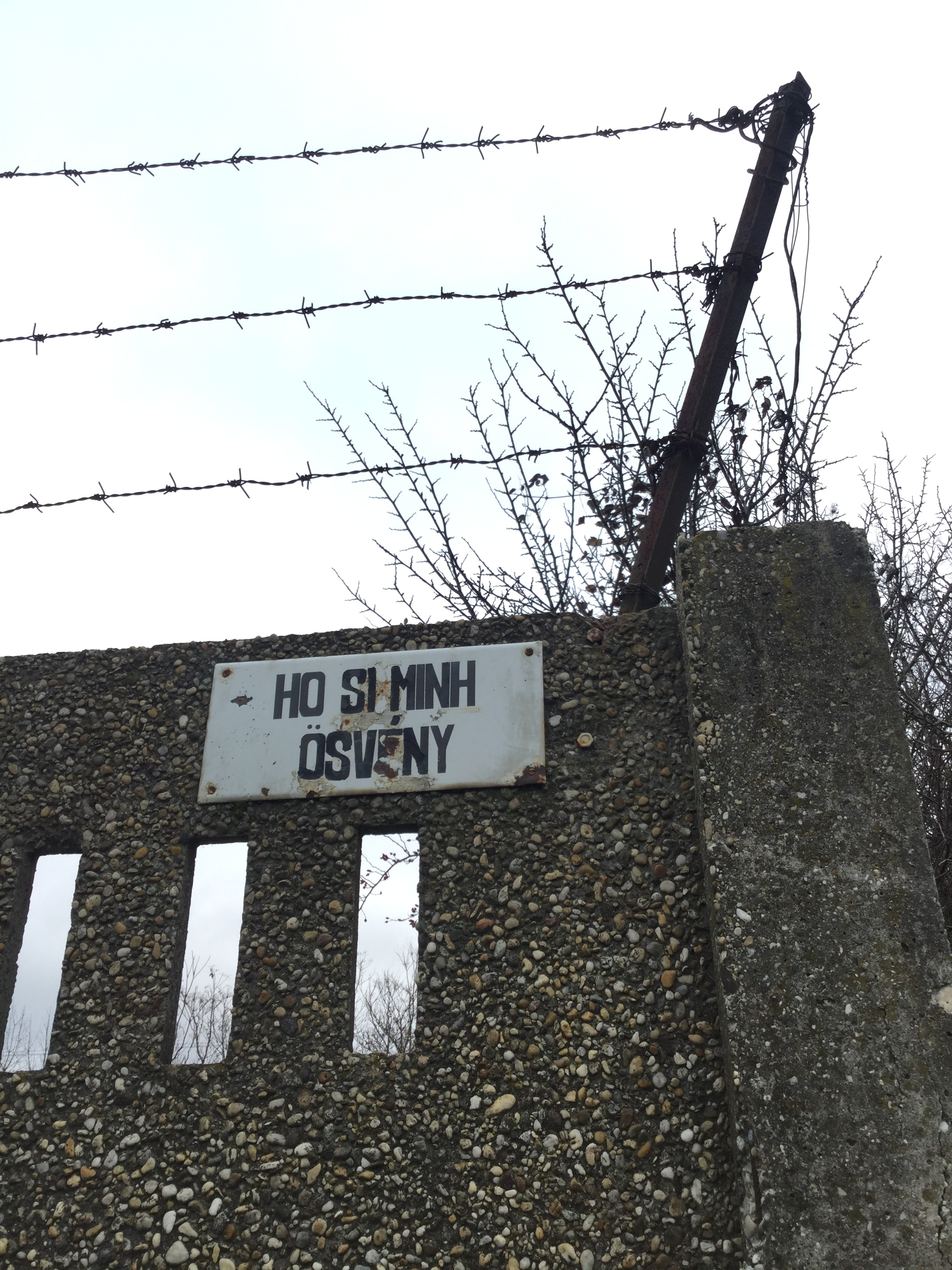
Ho Si Minh ösvény Pápán. A tábla az ösvény végén található. A Téglagyári út 23. melletti fémkereskedés mellől közelíthető meg. Az utat a mai napig használják.

## Magyarul megjelent művei
- Börtönnapló. Versek; prózaford., utószó, jegyz. Ecsedy Ildikó, ford. Weöres Sándor; Európa, Budapest, 1965 A kötet adatlapja a Molyon
- A szabad Vietnámért; Kossuth, Budapest, 1968
- Válogatott írások. 1920–1969; ford. Hegedüs Éva; Kossuth, Budapest, 1982
- Válogatott írások (1954–1969); Fapadoskönyv, Budapest, 2011 (A demagógia klasszikusai sorozat)